# Charles Sanders Peirce
Charles Sanders Peirce (spreek uit: [ˈpɜrs]), vaak afgekort als C.S. Peirce (Cambridge (Massachusetts), 10 september 1839 – Milford (Pennsylvania), 19 april 1914) was een Amerikaanse wetenschapper, filosoof en semioticus. Hij leverde diverse bijdragen aan de logica, filosofie en wiskunde. Peirce wordt beschouwd als de stichter van het pragmatisme en de grondlegger van de moderne semiotiek. De filosoof Paul Weiss noemde Peirce "the most original and versatile of American philosophers and America's greatest logician". Bertrand Russell stelde: "Zonder twijfel [...] was hij een van de origineelste denkers van de late negentiende eeuw, en zeker de grootste Amerikaanse denker aller tijden."
Ook Karl Popper zag hem als "een van de grootste filosofen aller tijden". Verder gold de Vlaamse professor André Vandenbunder als een kenner van het werk van Peirce.
Ondanks dat Peirce op verscheidene vlakken waaronder wiskunde, statistiek, filosofie vele bijdragen heeft geleverd, zag hij zichzelf voornamelijk en vooral als logicus. Hij heeft dan ook vele bijdragen aan de logica gedaan, hoewel wel moet opgemerkt worden dat in zijn tijd vakgebieden, die nu onder de termen epistemologie en wetenschapsfilosofie bekendstaan, nog tot de logica werden gerekend. Bekend is bijvoorbeeld zijn these van het fallibilisme. Logica was in de ogen van Peirce ook de formele versie van de semiotiek. Daarnaast ontdekte hij in 1886 dat logische operaties konden worden uitgevoerd door middel van elektrische schakelingen, hetzelfde idee dat later gebruikt werd in de productie van digitale computers. Voorts is zijn werk relevant voor vele andere disciplines, zoals de astronomie, metrologie, geodesie, wetenschapsfilosofie en wetenschapsgeschiedenis, taalkunde, wiskundige economie en psychologie.

## Biografie

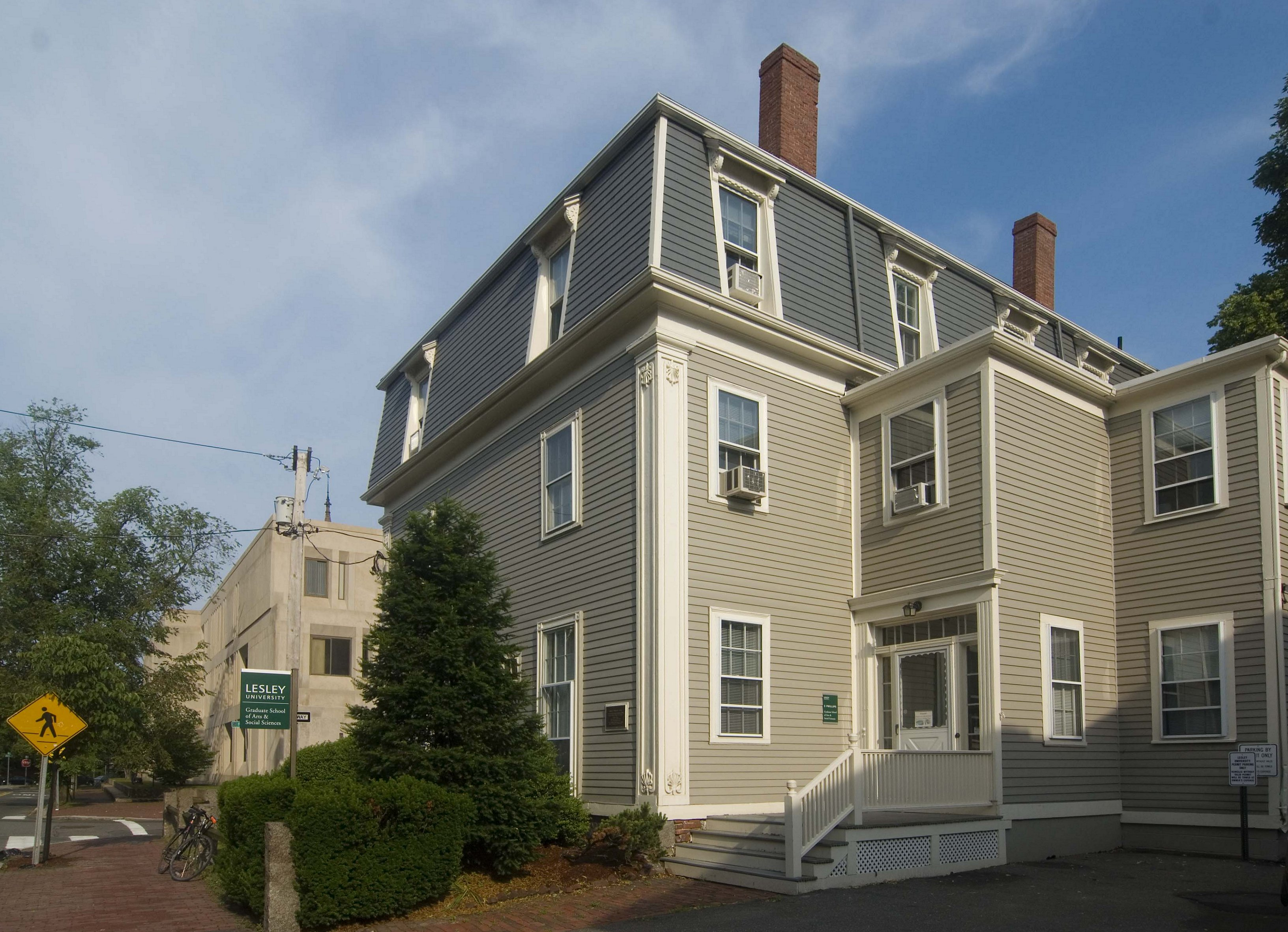
Geboortehuis van C.S. Peirce.

Charles Sanders Peirce werd geboren op 10 september 1839 als tweede zoon van Sarah en Benjamin Peirce geboren op het adres 3 Phillips Place in Cambridge, Massachusetts. Zijn vader was hoogleraar in de astronomie en de wiskunde aan de Harvard-universiteit en was in zijn tijd een van de meest vooraanstaande Amerikaanse wiskundigen. In totaal kreeg het gezin vijf kinderen: James Mills (1834-1906), Charles Sanders (1839-1914), Benjamin Mills (1844-1870), Helen Huntington (1845-1923) en Herbert Henry Davis (1849-1916). James Mills studeerde in 1853 aan Harvard af en volgde zijn vader op als hoogleraar. Benjamin Mills, die afstudeerde in 1865, werd een mijningenieur en studeerde verder in Frankrijk en stierf in 1870 een vroegtijdige dood. Herbert werd diplomaat en werkte in de Amerikaanse ambassade in Sint-Petersburg en zat later ook in Noorwegen.
Het was vooral door toedoen van zijn vader dat C.S. Peirce al vroeg een diepgaande opleiding in de wiskunde kreeg en het wetenschappelijk laboratorium leerde kennen. Op twaalfjarige leeftijd las Charles een kopie van het werk Elements of Logic van Richard Whately, een toenmalig toonaangevend werk op het vlak van logica. Mede hierdoor begon zijn levenslange fascinatie voor logica en redeneren. Verder is het welbekend dat toen Peirce jong was, hij en zijn vader vaak lange wandelingen maakten terwijl zij talloze filosofische, logische en wiskundige problemen van de vader bespraken. De opvoeding van zijn vader was echter niet geheel positief: zo eiste Benjamin Peirce enorm veel van zijn zoon en pronkte bij collega's en colleges over zijn veelbelovende zoon, waardoor C.S. Peirce niet echt geliefd was bij zijn medestudenten en leraren.

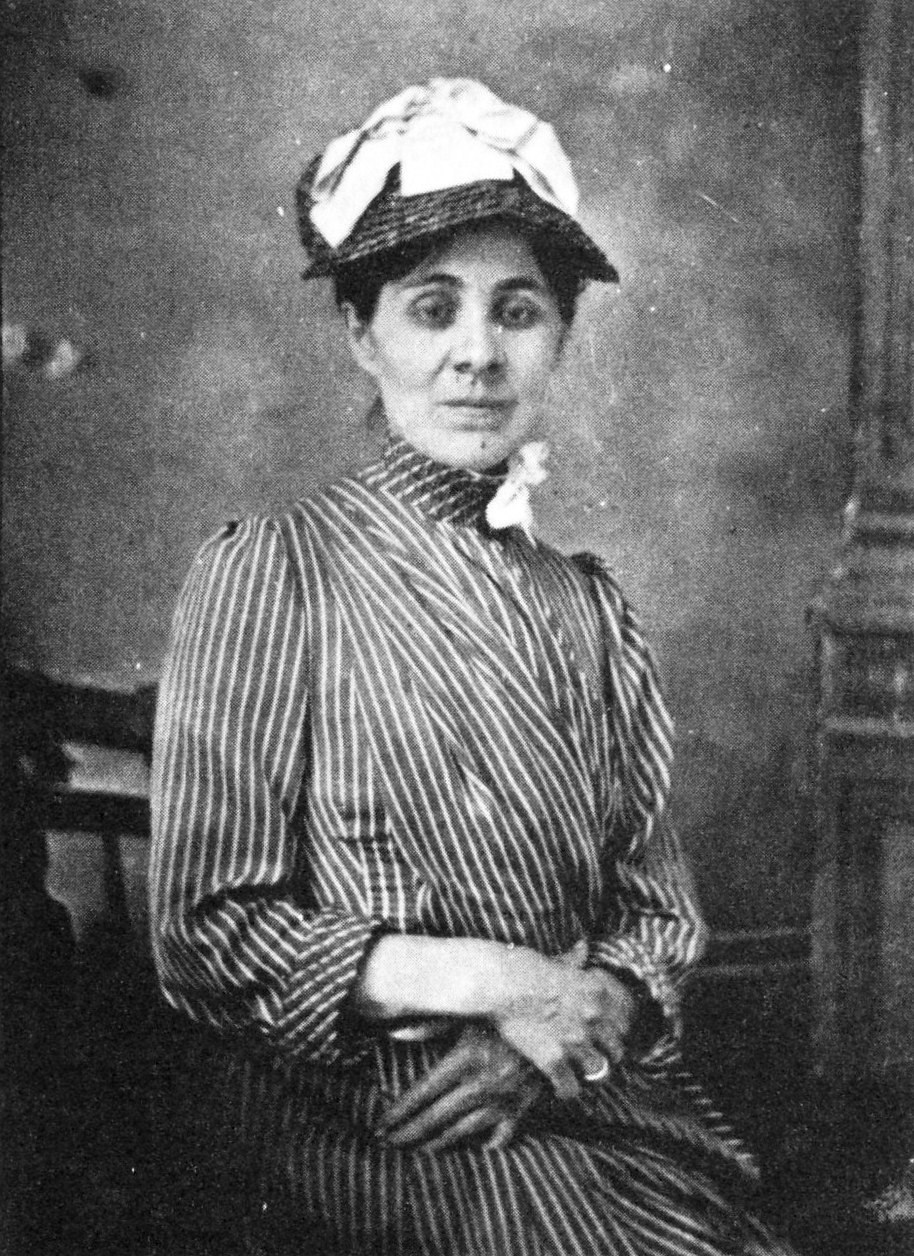
Juliette Peirce.

Hij haalde zijn Bachelor of Arts en Master of Arts aan de Harvard Universiteit in 1859. In 1863 behaalde hij tevens een Bachelor of Science op het vlak van scheikunde. Aan Harvard sloot hij een levenslange vriendschap met Francis Ellingwood Abbot, Chauncey Wright en William James, die allen lid waren van de zogenaamde Metaphysical Club.

### Vroege tewerkstelling
Hoewel de jonge Peirce een doctorstitel in de scheikunde haalde aan Harvard, slaagde hij er nooit in een vaste academische baan te krijgen. De academische ambities van Peirce werden gefrustreerd door zijn moeilijke (misschien bipolaire) persoonlijkheid en door het schandaal dat zijn scheiding van Harriet Melusina Fay teweegbracht. Hij trouwde op tweeëntwintigjarige leeftijd met Fay, maar om onbekende reden liep dit huwelijk in 1876 stuk toen zijn vrouw hem verliet. In 1883 volgde uiteindelijk de scheiding. Een jaar later trouwde Peirce opnieuw met de Franse Juliette Froissy. Het schandaal kwam er vooral doordat er roddels werden verspreid, onder anderen door Simon Newcomb, dat Peirce toen hij nog officieel getrouwd was, al met Froissy omging.
Door de invloed van zijn vader maakte hij wel carrière als wetenschapper bij de United States Coast Survey van 1861 tot 1891. Door deze baan was hij vrijgestelde van deelname aan de Amerikaanse Burgeroorlog. Hier werkte hij aan geodesie en gravimetrie. Door deze baan had Peirce veel vrije tijd en kon zich dus uitgebreid bezighouden met de wetenschappelijke en filosofische problemen die hem interesseerden. Hij begon met het werk van Friedrich Schiller, maar schakelde al snel over naar Whately en later ook de Kritik der reinen Vernunft (1781) van Immanuel Kant, waarvan hij sterk onder de indruk was. Peirce stelde zelfs dat hij dit boek in deze periode bijna uit het hoofd kende. In deze tijd schreef hij talloze teksten waaronder vele voor de Century Dictionary. Ook bezocht hij in functie van deze baan enkele malen Europa en het Verenigd Koninkrijk, waar hij in contact kwam met Augustus De Morgan, William Stanley Jevons en William Kingdon Clifford.

### Latere leven
Tijdens de jaren 1860 vond Peirce de tijd om een reeks colleges aan Harvard te geven over logica en wetenschapsgeschiedenis. Van 1879 tot 1884 was hij ook deeltijdsdocent logica aan de wiskundefaculteit van de Johns Hopkins-universiteit. J.J. Sylvester was in die tijd het hoofd van deze faculteit en John Dewey en Josiah Royce volgden hier colleges. Doordat hij in 1891 een kleine erfenis kreeg, zei hij zijn baan aan de Survey op. Op enkele colleges en lezingen in New York en aan Harvard na, bracht Peirce de rest van zijn leven in Milford, Pennsylvania door, waar hij in 1887 met zijn tweede vrouw naartoe verhuisd was. Hier leefde hij praktisch in volledige afzondering en stond hij bekend als een excentrieke, arme en onverzorgde man.

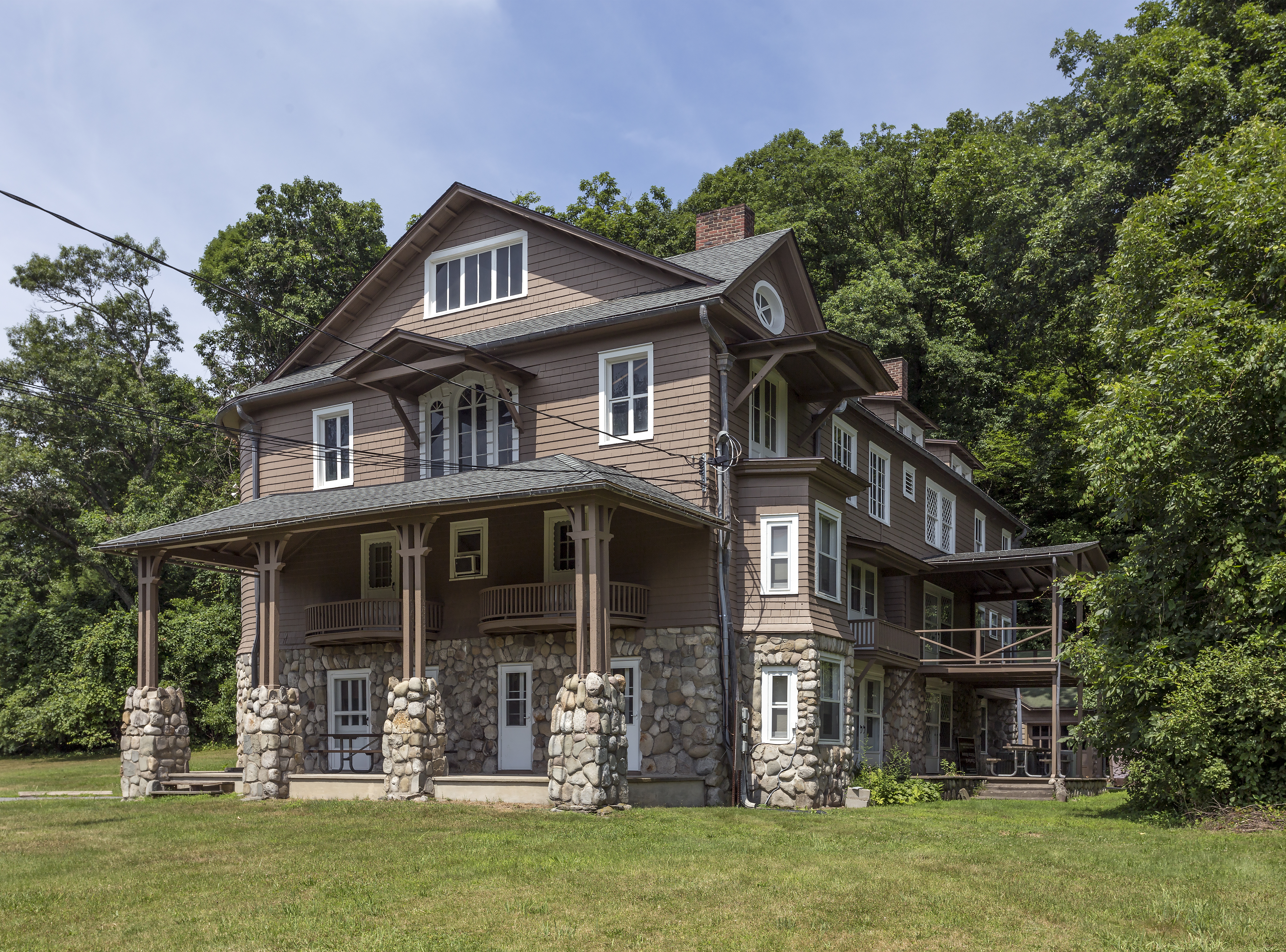
'Arisbe', het huis van Peirce nabij Milford

In Milford kocht hij een stuk grond en liet er een huis op bouwen. Hier bleef hij nog zo'n 26 jaar actief als schrijver. In deze laatste periode probeerde hij de verscheidene filosofische ontdekkingen die hij had gedaan te systematiseren in een omvattende filosofie. Ook vanwege financiële moeilijkheden, moest hij veel van zijn tijd spenderen aan het schrijven van recensies van filosofische en wetenschappelijke boeken. Zo spendeerde hij vele winters zonder verwarming, leefde van het oud brood dat hij kreeg van de plaatselijke bakker en schreef op de achterkant van oude manuscripten omdat hij geen nieuw papier kon veroorloven. Een tijdlang moest hij ook naar New York vluchten vanwege de vele schulden die hij niet kon terugbetalen. Vele van deze schulden moesten dan ook worden terugbetaald door vrienden, buren en familie. In deze tijd zocht hij naar andere inventieve manieren om geld te verdienen: zo gaf hij wetenschappelijk advies en schreef vele woordenboek- en encyclopedische artikels. Ook probeerde hij, onsuccesvol, een tijdlang geld te verdienen als uitvinder.

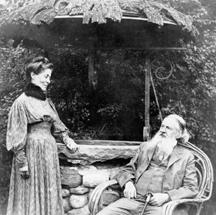
Peirce met zijn vrouw, Juliette.

Tussen 1891 en 1906 schreef hij zo'n 180 recensies, voornamelijk gepubliceerd in de New Yorkse Nation. Door onduidelijke redenen slaagde hij er echter nooit in de geplande boeken af te werken en te publiceren. Soms wordt er wel gewezen op het moeilijke karakter van Peirce, het feit dat hij leed aan trigeminusneuralgie en zijn reputatie als 'alcoholist' of 'losbandige man'. Dit laatste element had te maken met de eerder vernoemde controverse rond zijn scheiding. Verder kan men ook refereren aan de eeuwige wens van Peirce om zaken bij te leren en het daarbij horende gebrek om te onderwijzen en anderen aan te leren. Zijn teksten vertonen meer de structuur van een wetenschapper die zijn ontdekkingen aankondigtde, dan een leraar die aan zijn lezers een nieuw inzicht probeerde uit te leggen. In zijn laatste jaren zorgde zijn slechte gezondheid ervoor dat hij niets meer kon publiceren en moest hij leven van de liefdadigheid van vrienden, waaronder William James. Hij overleed in april 1914 aan de gevolgen van kanker. Hij had geen kinderen.
In de academische kringen genoot Peirce desondanks tegen het eind van zijn leven van een zekere bekendheid, voornamelijk doordat de twee grootste Amerikaanse denkers, James en Royce, vaak verwezen naar het werk van Peirce. Zo droeg James zijn Will to Believe (1897) aan Peirce op. Ook de aan hem toegeschreven stroming van het pragmatisme zorgde voor enige bekendheid, hoewel de vorm waarin het pragmatisme werd uitgewerkt door James, ver afstond dan de visie die Peirce zelf had. Door zijn leven heen publiceerde Peirce zelf zo'n tachtig filosofische papers, voornamelijk over logica en metafysica en zo'n twintig papers en het boek Photometric Researches (1878) die handelden over zijn wetenschappelijk werk. Het enige andere werk, Studies in Logic by Members of the Johns Hopkins University, schreef hij in 1883 samen met Allan Marquand, Christine Ladd, Benjamin Ives Gilman, and Oscar Howard Mitchell. Verder trad Peirce ook toe tot een hele reeks genootschappen: in 1867 werd hij verkozen tot fellow van de American Academy of Arts and Sciences, in 1877 werd hij lid van de National Academy of Sciences en in 1880 trad hij toe tot de London Mathematical Society.

## Semiotiek
Peirce wordt beschouwd als de grondlegger van de moderne semiotiek (de wetenschap van tekens). De oorsprong van zijn semiotiek is terug te vinden in zijn logica. Het ontwikkelen van een logische taal was volgens Peirce niet iets wat op zichzelf zinvol was, want aan zo'n logische vertaling alleen heeft men niets. Zulke logische vertalingen dienen echter om iets mee te doen: een logische taal heeft als doel de verborgen premissen te onthullen en aan te tonen welke gevolgtrekking uit welke premisse mag volgen. Het was dit inzicht dat hij verbreedde tot alle tekens: elk teken is per definitie iets dat niet vastligt, maar moet ontwikkeld worden; het is gericht op dat wat eruit volgt. Elk teken vereist met andere woorden een interpretatie, die op haar beurt zelf bestaat uit een nieuwe reeks tekens.
Hieruit volgt enerzijds dat tekens op zich niet kunnen bestaan, maar dat ze enkel zinvol zijn binnen een heel netwerk van tekens. Weten wat een teken betekent, is ook het verschil kennen tussen dat teken en de andere tekens. Een ding in de wereld is dus niet voor eeuwig verbonden met een onveranderlijk teken, want dat teken hangt net af van de andere tekens, en omdat er altijd nieuwe tekens ontstaan of veranderen, verandert ook de betekenis van het oorspronkelijke teken dat zogenaamd met het ding in verband stond. De betekenis van het woord 'tafel' is bijvoorbeeld in zekere mate veranderd nadat het algemeen werd aangenomen dat objecten, en dus ook tafels, uit atomen bestaan met lege ruimte ertussen. Een absolute en onveranderlijke definitie is dus onmogelijk.
Het verwijt dat dit leidt tot een cirkelredenering, doet Peirce af als onproblematisch. Tekens zijn hierdoor niet op de slechte manier circulair (viciously circular) zoals in het geval wanneer men een mens definieert als een 'nakomeling van de mens', waar dus de term zelf terugkomt. Er is een vorm van circulariteit, maar een onschuldige en noodzakelijke vorm zoals bij termen als 'boven' en 'onder', 'links' en rechts', 'warm' en 'koud'. De circulariteit is te verwachten omdat de tekens nu eenmaal met elkaar in verband staan.

### Het teken

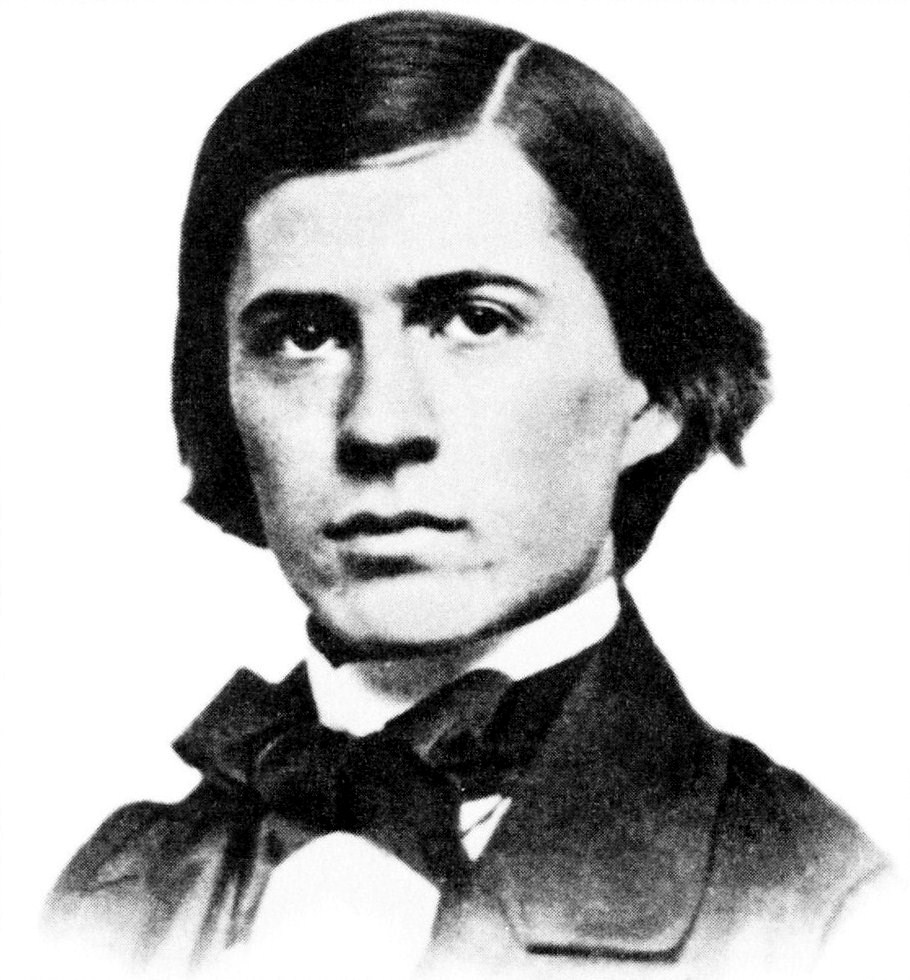
De jonge Peirce in 1859.

De semiotiek van Peirce is gericht op tekens die niet zozeer echt moeten bestaan, maar in principe denkbaar en mogelijk zijn. Al deze zaken, ook al bestaan ze misschien niet, neemt hij op in zijn semiotiek waarin hij een onderscheid maakt tussen drie zijnswijzen:
1. Firstness: Deze zijnswijze heeft betrekking op zaken die niet verwijzen naar iets anders (zaken zoals de essentie of een op zichzelf staande eigenschap). Het bevat dat wat mogelijk is.
2. Secondness: de zijnswijze dat alles bevat dat in verband staat met andere zaken. Zogenaamde Seconds staan altijd in verband met andere Seconds. Het heeft betrekking op dat wat bestaat: dat wat bestaat heeft altijd een zekere relatie tot dat rondom zich.
3. Thirdness: de derde zijnswijze bevat dat wat algemeen geldig is, en slaat dus op regels en wetten die gelden voor Seconds.

Deze drie zijnswijzen of categorieën vat Peirce op als de essentie van de werkelijkheid. Op deze drie zal verder worden ingegaan bij de bespreking van Peirces metafysica, maar zij spelen al een rol in de semiotiek.
Kenmerkend voor een teken is dat ze allereerst waarneembaar moet zijn. Het gaat hier met name om het kunnen zien van de materiële manifestatie (de 'tekendrager') van het teken, ook al begrijpt men het nog niet. Iemand die een teken ziet, maar het niet begrijpt, ziet nog steeds een teken. Ook zijn er verschillende tekendragers voor hetzelfde teken mogelijk. Een teken verwijst daarnaast ook altijd naar iets anders dan de tekendrager zelf, dat (vaak) afwezig is. Een lege stoel verwijst naar een persoon die afwezig is, maar een plaatsvervanger verwijst er evengoed naar. Naast een representatief element, bevat het teken ook een interpretatief element: de verwijzing die samengaat met een teken, roept meteen ook een hele reeks andere ideeën op bij de waarnemer. Zien dat een stoel leeg is, leidt bijvoorbeeld vaak tot ideeën waarom de persoon in kwestie afwezig is en of hij het vaker heeft gedaan. Op deze wijze verwijst het teken dus naar een nieuw teken (of nieuwe tekens) in het hoofd van de waarnemer. Omdat termen als interpretatie en representatie zowel naar de handeling als het resultaat kunnen verwijzen, en het hier vooral om het resultaat gaat, noemt Peirce zo'n resultaat ook wel interpretant'.
Deze opvatting van een teken heeft enkele gevolgen. Zo kan alles wat men ziet of tegenkomt opgevat worden als een teken en niet alleen dingen, maar ook handelingen, gebeurtenissen en zelfs dingen die afwezig zijn. Verder van belang is dat een teken ook nooit op zichzelf staat, maar altijd is ingebed in een Ground: een teken is maar een teken door toedoen van iets anders, en zo maakt het altijd deel uit van een netwerk van andere tekens zoals regels of gewoonten, of breder codes die zowel talige als niet-talige elementen kunnen bevatten. Ook doordat een interpretant altijd zelf een teken is dat kan zorgen voor een nieuwe interpretant, komt er dus een oneindige keten van tekens tot stand en is er dus geen vaste betekenis verbonden aan een object. Op deze wijze komt hij dicht in de buurt bij opvattingen van taal, zoals die voorkwamen bij Ferdinand de Saussure, Jacques Lacan of Jacques Derrida.
De opvatting van hoe kennis en ideeën tot stand komen verschilt hier dus van de klassieke (en door Peirce aan Descartes toegeschreven) tweetermige (dyadic) tegenstelling tussen enerzijds diegene die de kennis heeft (knower) en anderzijds het gekende object. Peirce stelt daartegenover een driehoeksverhouding van het teken: tussen enerzijds (1) een teken (de stoel), (2) het object waarheen de tekendrager verwijst, de 'denotatum' (de afwezige persoon) en (3) het resultaat van de interpretatie of interpretant (de idee dat hij ziek is). Belangrijk hierbij is ook dat hij (3) eveneens opvat als een teken, namelijk die in het hoofd van de interpreterende persoon. Peirce beweert immers dat er geen gedachten (thoughts) zijn zonder tekens (signs). Anders gezegd: er is geen denken zonder de aanwezigheid van tekens (sign acitvity). Hij schrijft: From the proposition that every thought is a sign, it follows that every thought must address itself to some other, must determine some other, since that is the essence of a sign.' Een interpretatie van een teken zorgt altijd voor een zekere reactie van hij die het teken interpreteert, en aldus in een nieuwe 'tekendrager' voor een teken.

### De verschillende tekens
Op basis van deze drie belangrijke kenmerken van het teken in combinatie met de drie mogelijke zijnswijzen maakt Peirce verdere onderscheiden tussen de verschillende vormen van tekens:
Allereerst bestaat er een drievoudige onderverdeling op basis van de Ground of tekendrager dat zich situeert op syntactisch niveau en zich dus op de relatie tot de andere tekens richt:
1. Qualisigns: een qualiteken (van quality, kwaliteit) verwijst naar een mogelijke grond en dus een First. Een qualiteken is een teken doordat de tekendrager een eigenschap bezit die men mogelijk als teken kan opvatten. Zo is bijvoorbeeld de kleur 'oranje' een qualiteken omdat het mogelijk is om het in een bepaalde vorm als teken door te laten gaan, bijvoorbeeld van het Nederlands elftal. De kleur oranje heeft deze betekenis niet van zichzelf, maar krijgt dit doordat men oranje kleren gaat dragen, alles oranje verven, ... Het is geen noodzakelijke, maar mogelijke grond van een teken.
2. Sinsigns: een sinteken (van singular, enkelvoudig) verwijst naar een bestaand iets en dus een Second. Sintekens zijn tekens door de wijze waarop ze bestaan: het gaat hier dus op tekens die we spontaan herkennen, zonder dat we een regel ervoor hebben aangeleerd.
3. Legisigns: een legiteken (van lex, wet) verwijst naar een regel of conventie als grond voor het teken en dus een Third. Het duidelijkste voorbeeld hiervan is een verkeersbord waarvan we de betekenis maar begrijpen doordat we de regel erachter kennen. Een ander duidelijk voorbeeld is de menselijke taal die evengoed op een aangeleerde grammatica berust. Deze regel is algemeen geldend, maar slechts binnen een context. Zo kunnen de verkeersborden en de betekenis van woorden verschillen per regio of land.

Deze soorten staan niet geheel los van elkaar. Zo veronderstelt een sinteken altijd een (reeks) eigenschap(pen) als grond, en dus een qualiteken. Ook impliceert elk legiteken bestaande dingen, sintekens of Seconds die ze verbinden met een algemene regel of Third.
Een tweede onderscheid bevindt zich op semantisch niveau en heeft betrekking op de verhouding tussen de tekendrager en het object waarheen het verwijst, het 'denotatum':
1. Icoon: het betekende moet hier niet per se aanwezig zijn, maar er is een relatie van mogelijke gelijkenis (zoals een persoon op zijn foto gelijkt of een onomatopee op de nagebootste klank), een iconiciteit.
2. Index: een teken dat alleen betekenis heeft in aanwezigheid van het betekende (zoals een windhaan enkel betekenis heeft als er effectief wind is). Belangrijk is hierbij het element van aangrenzing. Het indexicale teken hangt af van zijn denotatum en heeft daardoor ook eigenschappen gemeen. Op deze wijze impliceert een indexicaal teken ook altijd een zekere iconiciteit.
3. Symbool: een teken dat louter conventioneel bepaald is (een afgesproken betekenis hebbend), zoals het pistoolschot bij de start van een atletiekwedstrijd. De voorwaarde is dat je de code moet beheersen om het teken te begrijpen. Voorbeelden van symbolen zijn emblemen.

De derde en laatste benaderingswijze is die van de relatie tussen het teken en de interpretant, dat zich dan weer afspeelt op pragmatisch niveau en zich dus vooral concentreert op de relatie tussen teken en tekengebruiker:
1. Rhema: verwijst naar een mogelijke betekenis en in de eerste plaats naar vertegenwoordigers van mogelijke denotata. Het gaat hier echter nog om mogelijke betekenissen en dus heel algemene uitspraken. 'Oranje' is een rhema als het nog niet naar een concrete variant verwijst, maar naar een van de mogelijke tinten oranje.
2. Dicent: verwijst naar een concrete betekenis en naar een concreet object en concrete eigenschap. 'Die sjaal is oranje' verwijst naar die concrete sjaal die dat concreet oranje als kleur heeft.
3. Argument: verwijst naar een geheel van betekenissen of uitspraken. Het gaat hier dus op tekens met een algemene geldigheid. Een argument is een vrij complex geheel van tekens, zoals een gedicht of een lied als 'hup Holland hup'.

Deze verschillende onderscheiden kunnen worden samengevat in de vorm van tien mogelijke tekens:

## Filosofie

### Kennistheorie en wetenschapsfilosofie
De kennistheorie en wetenschapsfilosofie van Peirce is nooit helder uiteengezet in een samenvattend werk maar is verspreid over een hele reeks artikelen en essays die vooral een kritiek bevatten op andere auteurs zoals René Descartes. Peirce bekritiseert zo in Some Consequences of Four Incapacities (1868) de door Descartes verdedigde opvatting van waarheid en kennis als een product van de intuïtie: iets is volgens Descartes waar als het intuïtief helder en welonderscheiden en daardoor onbetwijfelbaar is. Het klassieke voorbeeld hiervan is de uitspraak "Ik denk, dus ik ben".

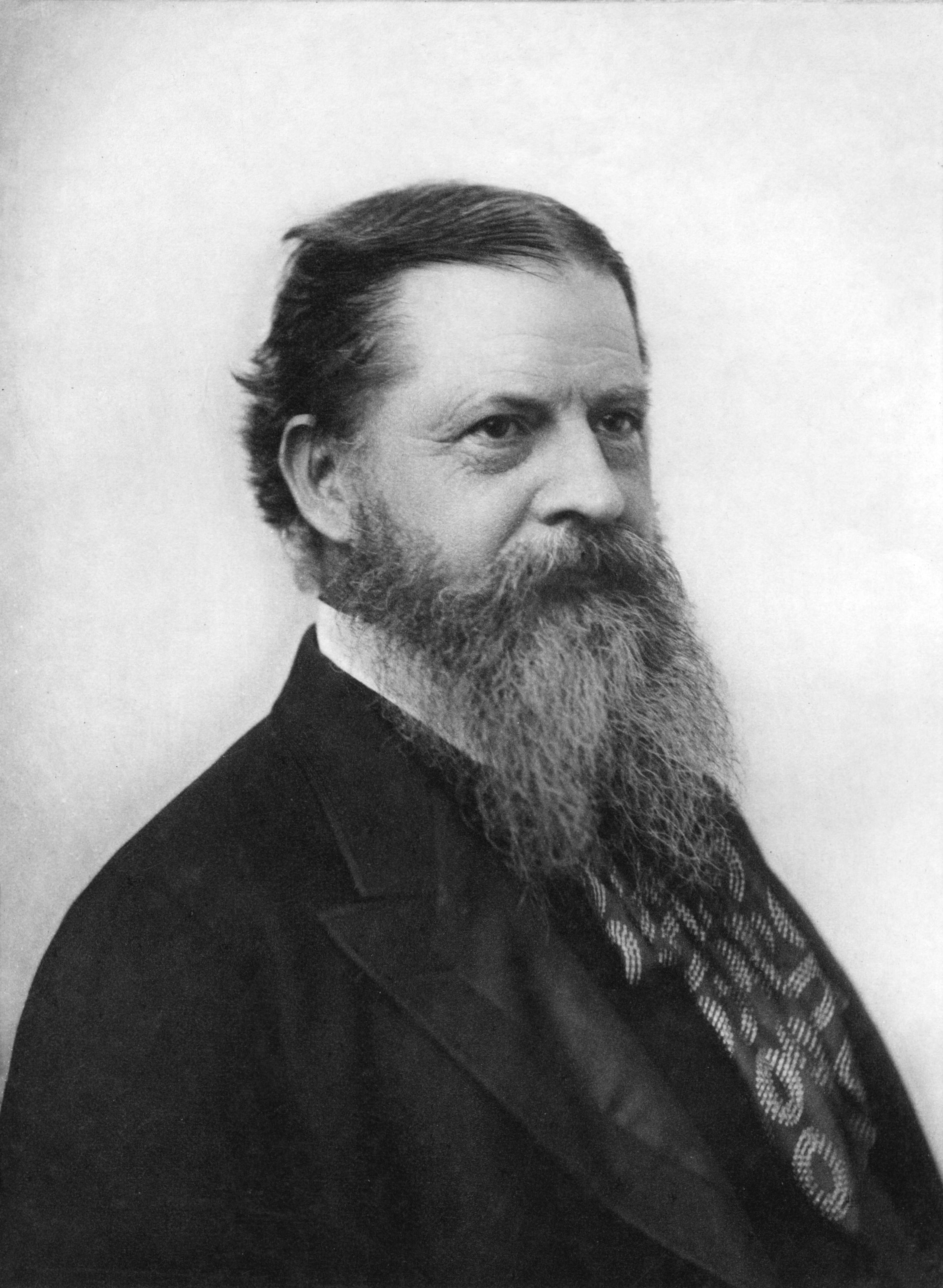
Peirce rond 1900.

Een allereerste element dat hij bekritiseert, is de zogeheten cartesiaanse twijfel, die instaat voor het opsporen van deze heldere en welonderscheiden ideeën. Descartes stelde dat men als filosoof de vooronderstellingen en vooroordelen van zichzelf in vraag moet stellen en verwerpen als ze niet zeker zijn; wat overblijft is zekere, echte kennis. Peirce stelt dat dit onmogelijk is omdat het net in de aard van vooronderstellingen ligt dat men zich er niet van bewust is dat men ze heeft. Wat Descartes voorstelt is een gebrekkige en kunstmatige twijfel terwijl volgens Peirce enkel echte twijfel onze vooronderstellingen in vraag kunnen stellen.
Ten tweede toont de geschiedenis van de filosofie volgens Peirce aan dat het individueel opsporen van zekere kennis, zoals bij Descartes, tot falen gedoemd is. Peirce haalt inspiratie voor zijn alternatief bij de wetenschappelijke methode: in plaats van naar waarheid te zoeken en twijfel uit te bannen in zichzelf, moet men dit via de hele gemeenschap (de community) doen. Wanneer wetenschappers met een onzekerheid geconfronteerd worden gaan zij samen op zoek naar het antwoord. Zij vinden hun pogingen pas geslaagd als hun stelling algemeen geaccepteerd wordt. Het is dus niet genoeg om zelf overtuigd te zijn van de juistheid van een theorie. Waarheid is idealiter: de uiteindelijke consensus tussen wetenschappers.
Zijn eigen opvatting van kennis en wetenschap is voornamelijk uiteengezet in The Fixation of Belief (1878). Kort gezegd komt zijn opvatting erop neer dat de filosofie zich qua methodologie moet spiegelen aan de wetenschap, voornamelijk via de logica. Filosofen moeten er meer werk van maken om hun premissen helder te verwoorden en enkel te vertrekken van die stellingen waarover de gemeenschap het eens is. Ook moet de filosoof inzien dat het foundationalisme, de stelling dat men moet vertrekken van een zeker fundament, verkeerd is. Daartegenover plaats Peirce zijn fallibilisme: elke stelling, elke theorie is altijd onzeker en kan steeds opnieuw bevraagd en weerlegd worden.
Deze stellingen volgen uit zijn opvatting van een 'overtuiging' (belief). Volgens Peirce is het 'overtuigd zijn van iets' de meest natuurlijke houding van de mens. Hij schrijft: "while belief lasts, it is a strong habit and as such, forces a man to believe until surprise breaks up the habit. The breaking of a belief can only be done to some novel experience, whether external or internal." Een overtuiging definieert Peirce als een bepaalde voorwaardelijke manier van handelen. Als persoon A overtuigt is van X, dan toont dit zich altijd in het feit dat hij, in confrontatie met een bepaalde situatie, op wijze Y zal handelen. De overtuiging dat water dorst lest, toont zich in het feit dat wanneer men dorst heeft men dan zal drinken. Net als een teken voor Peirce altijd inhoudt dat als men de betekenis begrijpt, men er op reageert en een nieuwe interpretant creëert. Tegenover 'overtuiging' staat de twijfel en zoals al aangegeven, ontstaat twijfel pas bij de vernietiging van een oude overtuiging door toedoen van een nieuwe ervaring. Twijfel is dus een onnatuurlijke en ongemakkelijke houding waaraan een mens het liefst meteen wil ontsnappen.
Deze strijd om aan de twijfel te ontsnappen en terug te keren tot een overtuiging noemt Peirce 'onderzoek' (Inquiry). Het enige doel dat onderzoek heeft is het vermijden van twijfels en het terugkeren tot de rustgevende houding van een overtuiging. Onderzoek is niet in eerste plaats gericht op de waarheid maar slechts in het creëren van overtuigingen waarvan de persoon in kwestie natuurlijk altijd denkt dat ze waar zijn. Op deze wijze komt er een sterk instrumentele interpretatie van kennismotivatie naar voren. Doorheen de geschiedenis kwamen er drie verschillende onderzoeksmethoden van zowel leek als filosoof naar voren; alle drie volgens Peirce onbevredigdend: 
1. Method of Tenacity: men beroept zich op de traditie en de overtuigingen die de voorouders aannamen.
2. Method of Authority: men beroept zich op een externe autoriteit zoals een heilig boek of een (religieuze) instelling.
3. Method of 'Agreeableness to Reason': men beroept zich op overtuigingen die intuïtief aanvaardbaar en redelijk lijken.

Tegenover deze drie methoden, die Peirce alle drie ongeschikt vindt, plaatst hij zijn Method of Science. Deze methode gaat ervan uit dat er voor elke vraag één enkel antwoord bestaat, dat in alle omstandigheden en perioden geldt. Een wetenschapper laat zich dan ook leiden door dit idee en probeert in zijn werk dit ene antwoord te benaderen en niet, zoals slechte wetenschappers doen, steeds weer van idealen en methoden te veranderen zoals het ze uitkomt. Met deze stelling overstijgt hij de zuiver instrumentele opvatting van wetenschap. Enerzijds stelt Peirce dus dat wetenschap ingebed is in de praktische relatie van mens en wereld; anderzijds gaat wetenschap ook altijd verder en richt zich op dit ene ideaal. Binnen de wetenschap zelf verdwijnen persoonlijke overtuigingen naar de achtergrond en in plaats daarvan komt de gerichtheid op de ideale waarheid die men wil bereiken - door het volgen van de wetten van de logica.
Betreffende deze wetten van de logica en, concreter gesproken, zijn opvatting van 'logisch afleiden' maakt Peirce het onderscheid tussen drie soorten afleidingen:
Deductie

Regel: Alle knikkers uit deze zak zijn rood.

Geval: Dit is een knikker uit deze zak.

{\displaystyle \therefore } Resultaat: Deze knikker is rood.

Inductie

Geval: Deze knikkers komen uit deze zak.

Resultaat: Deze knikkers zijn rood.

{\displaystyle \therefore } Regel: Alle knikkers uit de zak zijn rood.

Abductie

Regel: Alle knikkers in deze zak zijn rood.

Resultaat: Deze knikkers zijn rood.

{\displaystyle \therefore } Geval: Deze knikkers komen uit deze zak.

In de 19e-eeuwse logica werd geen onderscheid gemaakt tussen inductie en abductie. Dit is volgens Peirce onterecht. Dat dit onderscheid niet werd gemaakt kwam doordat men een foute opvatting van 'afleiden' had. Klassieke logici zagen 'afleiden' als een mentaal proces dat de persoon in kwestie doormaakt. Peirce vat 'afleiden' daarentegen op als de stelling dat men een huidige hypothese kan bevestigen door beroep te doen op eerder aangenomen premissen. Het draait hier dus niet om een analyse van hoe het menselijk brein werkt maar simpelweg om de stelling dat men ook redenen kan geven voor een hypothese als men deze voordraagt.
Het grote verschil tussen inductie en abductie bij Peirce is dat hij het eerste slechts ziet als een manier om kennis te testen, terwijl abductie net instaat voor het creëren van deze nieuwe kennis. "The former classifies, and the latter explains." Abductie is dus de bron voor vooruitgang in de wetenschap. Dit wil wel niet zeggen dat men zich enkel moet richten op abductie, integendeel: ook deductie en inductie zijn noodzakelijk voor wetenschappelijk onderzoek. Deductie dient om alle mogelijke gevolgen uit een nieuwe hypothese af te leiden, en inductie om te testen of deze gevolgen en de hypothese juist zijn.
Peirce vat de zintuiglijke waarneming ook op als een vorm van abductie of hypothesevorming, maar het gaat altijd om een onbewuste hypothese. Zintuiglijke waarneming is geen onbetwijfelbaar fundament, zoals bij Descartes en het foundationalisme. Hoewel zij in principe steeds fout kan zijn, is hier toch geen scepticisme. De zintuiglijke waarneming kan altijd fout zijn, maar zij verschilt van de (wetenschappelijke) hypothese doordat men haar niet betwijfelen kan. Zintuiglijke waarneming is een vorm van hypothese zonder de kritische dimensie die de wetenschap typeert. De mens is gewoon niet in staat zijn eigen waarneming steeds in vraag te stellen en gaat er in de praktijk van uit dat het onbetwijfelbaar is. Deze opvatting van kennis beschrijft Peirce als critical commonsensism of het fallibilisme.

### Pragmatisme en pragmaticisme
Peirce wordt algemeen beschouwd als de stichter van het pragmatisme. In tegenstelling tot latere pragmatisten zoals William James en John Dewey, vatte Peirce pragmatisme hoofdzakelijk op als methode voor de verduidelijking van ideeën, die het toepassen van de wetenschappelijke methode op filosofische kwesties mogelijk moest maken. Bij James en Dewey bevindt het pragmatisme zich meer op gebied van de kennistheorie, metafysica en waarheid.

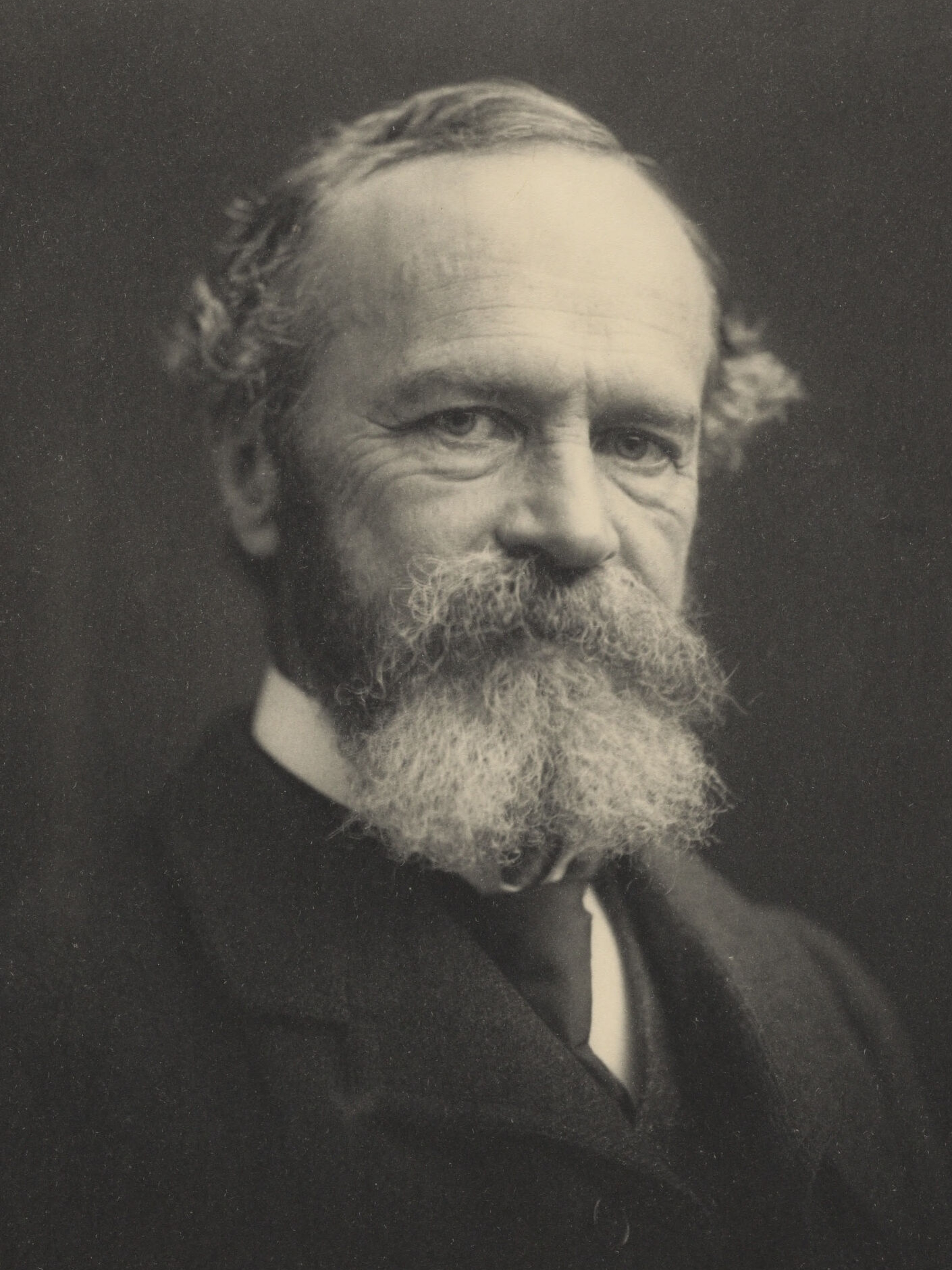
William James zorgde ervoor dat het pragmatisme grote bekendheid kreeg, maar onder een andere vorm dan Peirce oorspronkelijk bedoelde.

Peirce heeft zijn pragmatisme (en wat hij later pragmaticisme zal noemen) uiteengezet in verscheidene versies van de zogenaamde pragmatic maxim. Deze maxime ontstond rond het jaar 1870 in the Metaphysical Club. Door velen, waaronder James worden een aantal artikels van Peirce, waaronder The Fixation of Belief (1877) en vooral How to Make Our Ideas Clear (1878), dan ook als de start van het pragmatisme beschouwd.
Een klassieke en vaak aangehaalde definitie van deze eerder vernoemde pragmatic maxim, luidt als volgt:
Consider what effects, which might conceivably have practical bearings, we conceive the object of our conception to have. Then our conception of these effects is the whole of our conception of the objects.
Wat Peirce met deze maxime bedoelt is een vuistregel om filosofische en metafysische concepten te verduidelijken en een onderscheid te maken tussen verschillende termen. Het is dus een methode om conceptuele verwarringen aan het licht te brengen die bijvoorbeeld ontstaan door het maken van louter formele en dus geen praktische tegenstellingen. De betekenis van deze regel kan het best geïllustreerd worden door het te contrasteren met de visie van George Berkeley. In 1871 publiceerde Peirce een recensie van een nieuwe uitgave van Berkeleys verzameld werk door ene Fraser. Berkeley stelde dat een term betekenisvol is als er een idee, meer concreet een mentaal beeld, mee correspondeert. Als dit niet mogelijk is, is de term voor Berkeley betekenisloos. Op grond van dit principe bekritiseerde Berkeley bijvoorbeeld een reeks begrippen uit de Newtoniaanse natuurkunde. Peirce was het niet eens met dit principe, want als men het zou hebben aangenomen, betekent dit dat een hele reeks wetenschappelijke termen, zoals imaginaire getallen en infinitesimalen, moeten verworpen worden. In contrast hiermee stelde Peirce een eigen regel voor:
A better rule for avoiding the deceits of language is this: Do things fulfil the same purpose practically? Then let them be signified by the same word. Do they not? Then let them be distinguished. If I have learnt a formula in gibberish which in any way jogs my memory so as to enable me in each single case to act as though I had a general idea, what possible utility is there in distinguishing between such a gibberish formula and an Idea? Why use the term a general idea in such a sense as to separate things which, for al experiential purposes, are the same?
Het verschil is dus dat Berkeley stelt dat een term betekenisvol is als er een in te beelden idee mee verbonden is, terwijl Peirce stelt dat een term betekenisvol is als en slechts als we de term kunnen gebruiken. De nadruk ligt dus op vragen als: Hoe gebruiken we deze formule? Welke handelingen moet men verrichten om de term te hebben begrepen? Dit is dus wat Peirce bedoelt met effects which might conceivably have practical bearings. Iemand vragen wat hij bedoelt met een woord of teken is dus niet vragen met welk mentaal beeld hij of zij het in zijn hoofd verbindt, maar met welke praktische gevolgen het heeft; wat men met die term in de praktijk kan doen.
Een voorbeeld dat Peirce gebruikt is dat van het chemisch element van 'lithium'. De betekenis van deze term legt men niet uit door een soort mentaal beeld op te roepen, maar door te verwijzen naar de plaatsen in de natuur waar men het kan tegenkomen of door de empirische eigenschappen er van aan te wijzen: het is glazig, doorschijnend, wit of grijs, kan gedeeltelijk worden opgelost in zoutzuur, ... Dit voorbeeld toont al aan dat Peirce de inspiratie voor dit principe vond uit zijn scheikundige ervaringen als wetenschapper. Dit wil echter niet zeggen dat dit principe enkel opgaat voor wetenschappelijke termen, maar reikt ook veel verder. Met dit principe lijkt hij ook dicht bij het verificatiebeginsel van het logisch positivisme te komen dat stelt dat de betekenis van een term ligt in haar verificatiemethode. Net als het logisch postivisme gebruikt Peirce dit principe om de klassieke metafysica te bekritiseren: deze metafysische uitspraken hebben geen enkel praktisch gebruik of gevolg, maar verwijzen slechts naar elkaar. Een verschil met het logisch positivisme is dat Peirce wel geloofde dat er een soort 'gezuiverde metafysica' mogelijk was. Ook moest iets niet rechtstreeks waarneembaar zijn om te bestaan, maar mocht het ook worden aangenomen op basis van indirecte empirische gevolgen.
Men mag deze pragmatische maxime trouwens niet los zien van zijn semiotiek: deze maxime stelt de mens in staat om de juiste interpretatie te vinden voor een object. Door het toepassen hiervan, kan men een heleboel mogelijke doorverwijzingen naar andere tekens (interpretants) schrappen, en krijgt men de logical interpretant, die hij als de belangrijkste van de soorten interpretants zag.
De maxime is een eigen leven gaan leiden en zorgde zo voor het ontstaan van het pragmatisme. Voornamelijk door toedoen van William James werd deze wijd verspreid, maar in een sterk afwijkende vorm. James was in de eerste plaats een psycholoog en had weinig kennis van wiskunde of logica, waardoor hij de maxime heel praktisch opvatte: waar of reëel is dat wat werkbare praktische gevolgen heeft. Het pragmatisme werd zo de Amerikaanse vorm van de Europese levensfilosofie. Later, in 1905, gebruikte Peirce dan ook de nieuwe term pragmaticisme voor zijn filosofie om zich te distantiëren van dit 'nieuwe' pragmatisme van James, Schiller en Papini. Peirce zag bijvoorbeeld waarheid als onveranderlijk en een begrip als oneindigheid als iets werkelijks.

### Universele categorieën
Hoewel zijn bovenstaande standpunten lijken te suggereren dat een metafysica onmogelijk is (want betekenisloos), is er in het werk van Peirce desondanks toch een metafysisch systeem terug te vinden. Peirce heeft zijn metafysica en kosmologie voornamelijk uiteengezet in de reeks artikelen die hij heeft geschreven voor The Monist tussen 1891 en 1893 en een nooit gepubliceerde tekst A Guess at the Riddle.
De uitspraken over de aard van de metafysica in het werk van Peirce zijn niet eenduidig en vaak contradictorisch. Enerzijds vindt men stellingen terug waarin hij de metafysica verbindt met noties als 'observatie', 'ervaring', 'fenomeen', enzovoort. Metafysica heeft volgens deze visie wel degelijk betrekking op een gedeelte van de werkelijkheid dat ervaren kan worden, maar deze ervaringen zijn zo algemeen aanvaard dat men ze vaak gewoon over het hoofd ziet. Daartegenover staat een andere reeks uitspraken die de metafysica verbinden met de formele logica en abstracte principes die losstaan van de concrete ervaring. Een mogelijke uitleg voor deze tegenstelling is dat Peirce twee verschillende methodes onderscheidt om tot metafysische kennis te komen: enerzijds via een soort van fenomenologie en anderzijds via een logische denkprocedure. Uit het feit dat metafysica altijd betrekking heeft op ofwel ervaringen waar iedereen al mee vertrouwd is, dan wel formeel logische principes, blijkt al dat de metafysica nooit in staat is nieuwe kennis aan te dragen, maar hoogstens kan dienen ter verduidelijking van dat wat we al weten.
De metafysica van Peirce kwam al terug in de drie zogenaamde zijnswijzen of universele categorieën van de werkelijkheid: Firstness, Secondness, Thirdness. Deze drie universele categorieën, geïnspireerd op de categorieën van Immanuel Kant, zijn volgens Peirce de drie categorieën die van toepassing zijn op de hele werkelijkheid. Peirce stelt zelf dat men die categorieën analoog aan het menselijk gedrag kan opvatten: een First kan men zien als een persoonlijk gevoel (quale), een Second als een eigen handeling en een Third als een uitspraak of gedachte. Een andere mogelijke analogie is de drie categorieën toe te passen op de ervaring: een ervaring gaat door als een First in de wijze waarop ze nu is en ervaren wordt, als Second in de mate waarop ze andere dingen in haar omgeving beïnvloedt (het gedrag bijvoorbeeld) en als Third in haar mogelijkheid om toekomstige nieuwe ervaringen te bepalen. Ook het verband met de verschillende soorten tekens is al eerder aangewezen (zie onder semiotiek).
De eerste categorie, Firstness beslaat die dingen die onafhankelijk bestaan op zichzelf en uniek zijn. Het is nauw verwant met de notie van qualia zoals de roodheid van een tomaat of de zuurheid van een citroen, maar verschilt er ook van. Een kleurenblinde die alles in het rood ziet zal de eigenschap van roodheid niet als eigenschap kunnen herkennen (vanwege gebrek aan contrast). Dit voorbeeld en een hele reeks gelijkaardige gevallen lijken in de alledaagse taal niet onder dezelfde noemer 'qualia' te vallen, maar vallen volgens Peirce wel onder Firstness. Een First staat dus altijd op zichzelf, los van andere kwaliteiten in haar op zichzelf staande 'aanwezigheid' (presentness). Verdere beschrijvingen van de eerste categorie zijn niet goed mogelijk: het gaat hier om de op zichzelf staande singulariteit of particulariteit van de dingen, maar anderzijds ook om de eindeloze variëteit en pluralisme in de natuur. Firstness wordt gezien als een soort grens van het verstand.
Op het eerste gezicht is het vreemd dat Peirce deze Firsts ook altijd ziet als iets dat niet bestaat, maar de 'mogelijkheid tot bestaan' bezit. De verklaring voor deze uitspraak staat in verband met de tweede categorie, Secondness: dat wat concreet bestaat in verband met iets anders. Iets dat actueel bestaat, bestaat altijd concreet in relatie met andere dingen rondom zich. Daarom kan een First nooit werkelijk als concreet bestaand worden opgevat - want dan zou het geen op zichzelf staand ding meer zijn - maar moet het altijd getypeerd worden als 'mogelijk bestaand'. De concrete bestaande dingen, die altijd in relatie tot of in reactie op bestaan, zijn dus Seconds. Bestaan staat voor Peirce in nauw verband met reacties en weerstand: er zit dus altijd een dualiteit in elk bestaand ding tussen het ding zelf en de rest (vandaar Seconds). Hij schrijft:
"Existence is that mode of being which lies in opposition to another. To say that a table exists is to say that it is hard, heavy, opaque, resonant, that is, produces immediate effects upon the senses, and also that it produces purely physical effects, attacts the earth (that is, is heavy), dyanamically reacts against other things (that is, has inertia), resists pressure (that is, is elastic), has a definite capacity for heat, etc. To say there is a phantom table by the side of it incapable of affecting any sense or of producing any physical effects whatever, is to speak of an imaginary table. A thing without oppositions ipso facto does not exist."
Terwijl bij de eerste twee categorieën vooral de nadruk ligt op de pluraliteit van de werkelijkheid, staat de derde categorie, Thirdness, in voor een zekere vorm van samenhang. Thirdness heeft in de eerste plaats betrekking op algemeen geldende vaste patronen en wetten, zowel met betrekking tot het verleden als met betrekking tot toekomstige voorspellingen. Thirds worden gekenmerkt door een sterke mate van continuïteit. De opvatting van een natuurwet bij Peirce wijkt echter af van wat men normaal met het begrip associeert. Het ontdekken van een wet stelt Peirce gelijk met het ontwikkelen van een gewoonte (habit): vroegere ervaringen met een bepaalde situatie, dragen eraan bij dat in de toekomst een uniforme manier van handelen wordt vastgelegd. Zijn opvatting is dus sterk antropomorf, maar Peirce ziet daar geen probleem in omdat het volgens de mens er nu eenmaal op die manier mee in contact komt: er is geen alternatieve bevredigende opvatting. Een wet is daarnaast ook altijd 'onaf' en onderhevig aan evolutie omdat een wet nu eenmaal door Peirce wordt opgevat als een nooit volledig bepaald teken (fallibilisme).
In de geschiedenis van de filosofie hebben vele metafysici verkeerdelijk slechts de nadruk op een of twee categorieën gelegd, maar niet op alle drie. Iemand als Thomas Hobbes verdedigt een sterk materialisme en heeft zo enkel aandacht voor Secondness, terwijl iemand als George Berkeley dan weer enkel aandacht heeft voor Firstness en Thirdness. Moderne filosofen zoals Ernst Mach of Bertrand Russell, met hun nadruk op de atomaire basiselementen van de werkelijkheid, hebben dan weer enkel oog voor Firstness. Iemand als Hegel heeft dan weer enkel oog voor Thirdness doordat hij de nadruk legt op de wereldgeest die de werkelijkheid domineert. De enige filosofen die volgens Peirce adequaat rekening hebben gehouden met alle drie de categorieën waren Aristoteles en Immanuel Kant.

### Kosmologie

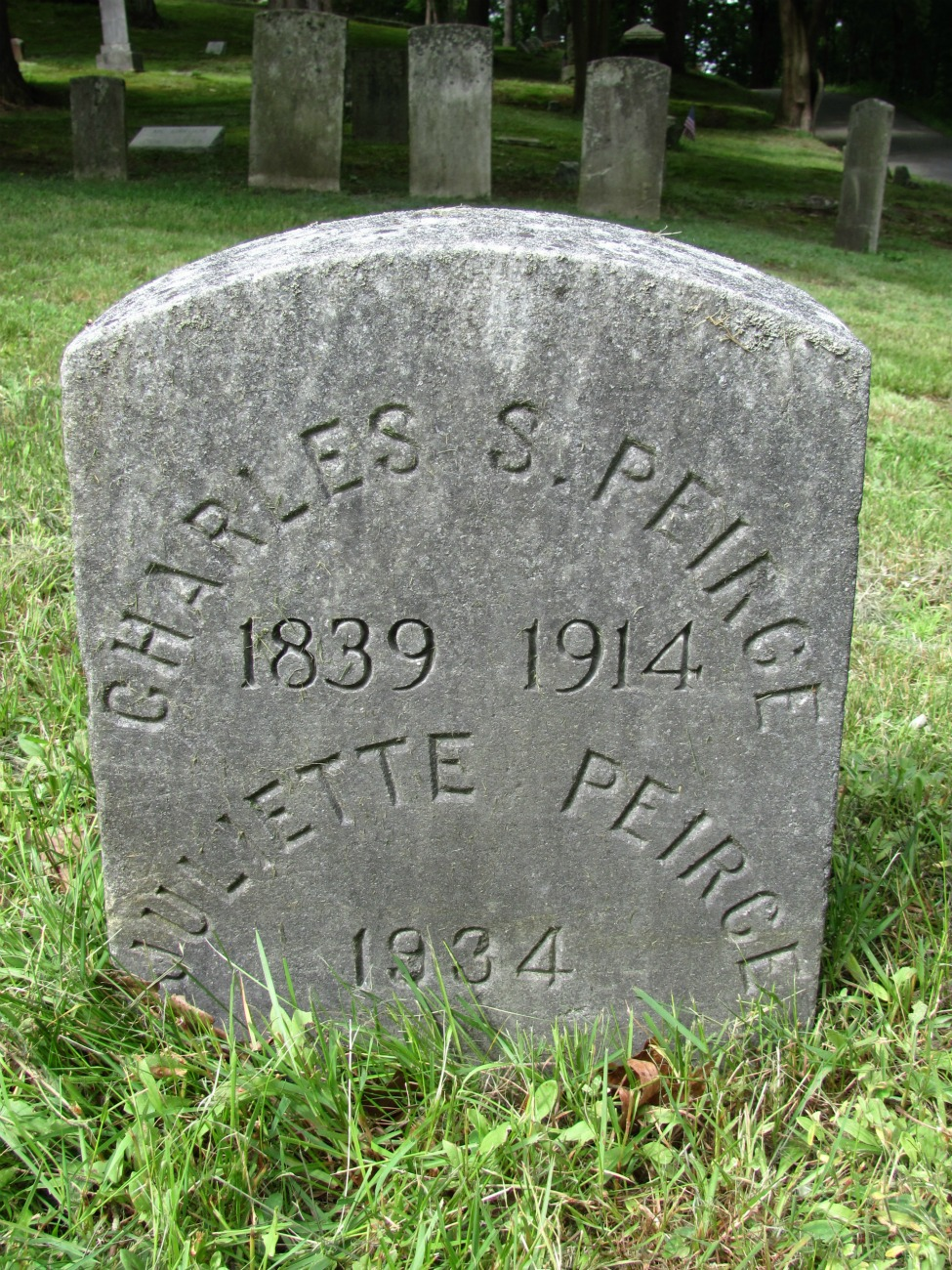
Graf van Charles en Juliette Peirce

Tegen het einde van zijn leven liet Peirce zich ook in met kosmologische speculaties. In tegenstelling tot zijn werk in de semiotiek, de wetenschapsfilosofie en de metafysica wordt zijn kosmologische werk vaak met minachting bekeken. Zijn kosmologie wordt gezien als sterk achterhaald en niet verifieerbaar en dus als 'zwart schaap' in het denken van Peirce.
Uit zijn beschouwingen over metafysica, en meer concreet zijn visie op natuurwetten die nooit 'af' zijn, volgt dat de werkelijkheid wordt opgevat als indeterministisch. De uniformiteit en constantheid van de werkelijkheid is geen noodzakelijk noch eeuwig gegeven. Dit leidde Peirce ertoe te suggereren dat er in het begin van het universum een totale 'stand van chaos' bestond, die Peirce vooral associeert met Firstness. Door willekeurige veranderingen kwamen er dan zekere vormen van regulariteit of gewoonten (habits) tot stand. Door een vorm van kosmologische natuurlijke selectie werden deze ordelijke 'wetten' bewaard en namen in aantal toe, wat ertoe leidde dat er vandaag de dag in het universum een grote vorm van uniformiteit heerst. De tendens om aan wetten of regels te gehoorzamen (Thirdness) neemt dus toe, zowel op kosmologisch als op antropologisch niveau. Zo hebben atomen en moleculen de neiging om zich tot structuren met meer orde te binden, net als de mens tradities en gewoonten creëert in de maatschappij. Peirce zijn kosmologie bevat een vorm van panpsychisme: er bestaan naast het zuiver materiële (Secondness) nog andere bestaansvormen in de dingen in de wereld. De kosmologie van Peirce was in de eerste plaats een kritiek op de te mechanistische natuuropvatting bij de klassieke natuurkunde vanaf Isaac Newton.

### Astronomie
Charles Sanders Peirce hield zich ook bezig met het telescopisch waarnemen van deepsky objecten. Hij ontdekte een tot op heden nog niet verklaard astronomisch object dat het catalogusnummer NGC 1170 had gekregen. Mogelijks nam Peirce een helder fragment van een komeetstaart waar.

## Werken
Peirce publiceerde twee boeken, het wetenschappelijke werk Photometric Researches (1878) en Studies in Logic by Members of the Johns Hopkins University (1883), en een groot aantal documenten in dagboeken, waarvan de onderwerpen zeer uiteenliepen. Zijn manuscripten, die totaal bijna 10.000 pagina's beslaan, zijn lange tijd grotendeels ongepubliceerd gebleven. Door de geschiedenis heen zijn er vele pogingen gedaan om het werk van Peirce te publiceren, zij het in het geheel, zij het in compacte en toegankelijke vorm. Zo wilde Josiah Royce aanvankelijk het ongepubliceerde werk van Peirce bewerken voor publicatie, maar hij stierf in 1916, twee jaar na Peirce. Vervolgens werd deze taak doorgegeven aan de toen nog jonge C.I. Lewis, maar ook hij maakte het niet af. In 1923 bezorgde Morris Cohen een selectie uit het werk van Peirce in Chance, Love and Logic (met een essay over het pragmatisme van Peirce door John Dewey), en in hetzelfde jaar verschenen enkele passages in The Meaning of Meaning. A Study of the Influence of Language upon Thought and of the Science of Symbolism door C.K. Ogden en I.A. Richards. Uiteindelijk werd de publicatie van het werk van Peirce door anderen doorgezet. Belangrijke uitgaven zijn de volgende:
- Peirce, C.S. & Hartshorne, C. & Weiss, P. (Vols. 1-6) & Burks, A. (Vol. 7-8), The Collected Papers of Charles Sanders Peirce, Cambridge MA, Harvard University Press, 1931-58.

Dit was de eerste uitgave van het gehele werk van Peirce, maar het hanteert een misleidende ordening op basis van onderwerp waardoor vroege en latere teksten over hetzelfde onderwerp worden samengezet. Desondanks is dit werk nog steeds een referentiepunt voor velen.
- Peirce, C.S. & Fish, M. & Kloesel, C. & Moore, E. & Houser, N. et al, The Writings of Charles S. Peirce: A Chronological Edition, Bloomington IN, Indiana University Press, 1982-.

In tegenstelling tot de eerste uitgave, hanteert deze editie een chronologische structuur. Uiteindelijk zal deze editie uit dertig delen bestaan.
- Peirce, C.S. & Houser, N. & Kloesel, C. (Vol. 1) & the Peirce Edition Project (Vol. 2), The Essential Peirce, Bloomington IN, Indiana University Press, 1992-94.

Een kortere, tweedelige reader van de belangrijkste teksten van Peirce met inleidingen en commentaren.
- Peirce, C.S. & Ketner, K.L. (redactie), Reasoning and the Logic of Things. The Cambridge Conferences Lectures of 1898, Cambridge, Massachusetts / Londen, England, Harvard University Press, 1992.

Met een introductie door K.L. Ketner en Hilary Putnam. Op aandringen van William James gaf Peirce in het voorjaar van 1898 acht, in deze uitgave voor het eerste volledig gepubliceerde, colleges te Cambridge, waarin hij zijn ideeën voor een algemeen publiek uiteenzette.